# ザバイア
ザバイア（Zabaia）は、古代メソポタミアの都市国家・ラルサの王。

## 略歴
サミウムの子。
ザバイアはアムル人であり、低年代説によると、紀元前1877年から紀元前1868年まで、都市国家ラルサを支配していた。